# 예방전쟁
예방전쟁(豫防戰爭)은 자국 혹은 국가군의 상대적 약화를 미연에 방지할 목적으로 상대국에 도발하는 전쟁이다. 이 말은 2차대전 후 미·소의 대립이 격화되어 소련의 핵병기보유와 미국의 그것에 미치고 있지는 않지만 곧 양자의 거리의 접근, 세력관계의 역전의 가능성이 예기되었을 때 미국의 일부 세론 속에 잠재한 사고방식을 지칭한다. 최근 이런 주장은 미국에서도 소멸되었다.

## 예
- 진주만 공격
- 이라크 전쟁 (2003~2011년)

## 같이 보기
- 제국주의
- 전쟁권
- 켈로그-브리앙 조약
- 군사학